# Villa Guastavillani

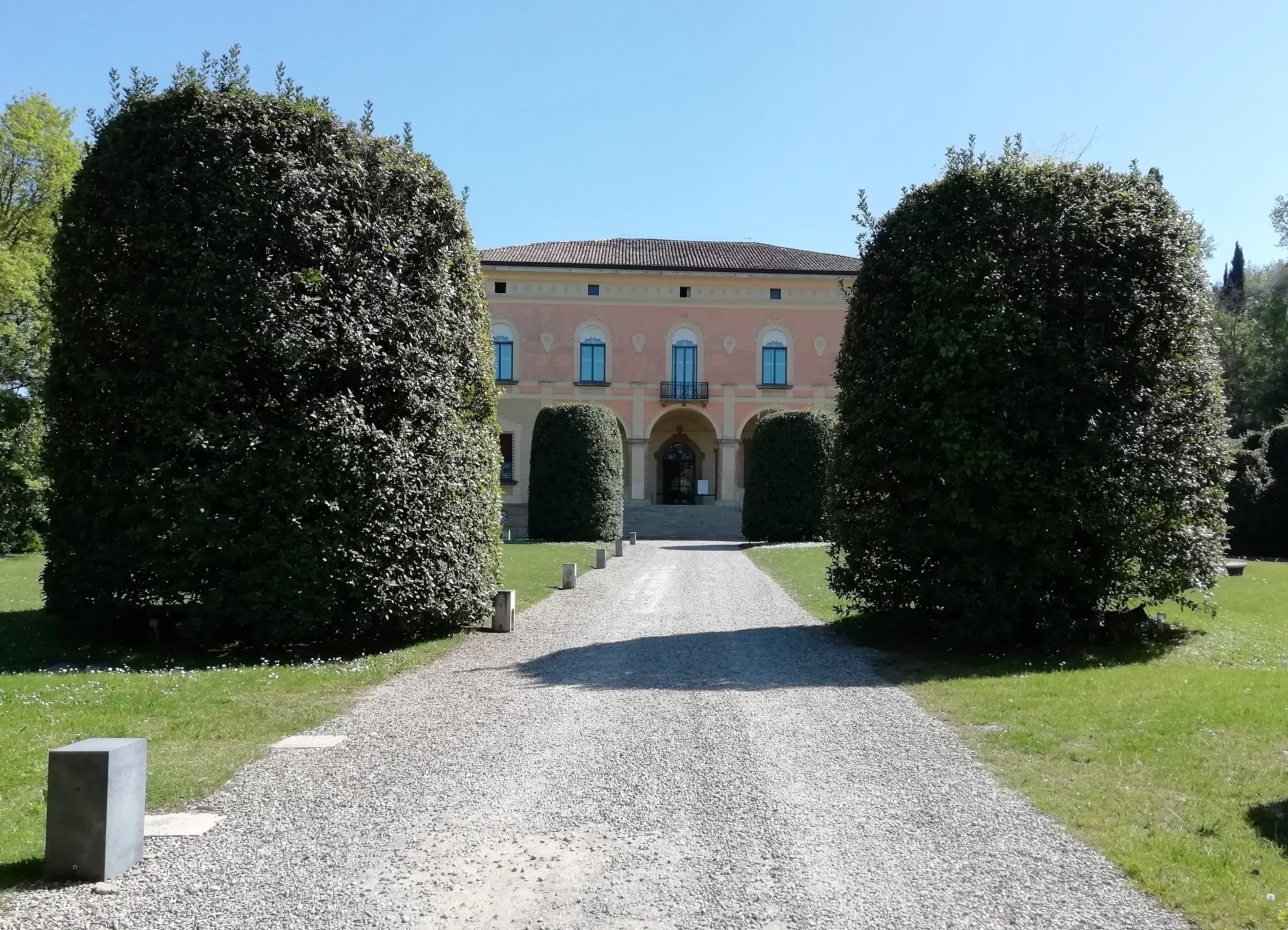

Die Villa Guastavillani ist ein historisches Landhaus auf dem Monte di Barbiano in der Stadt Bologna in der italienischen Region Emilia-Romagna. Heute ist sie der Sitz der Bologna Business School.

## Geschichte und Beschreibung
Der Kardinal Filippo Guastavillani ließ die Villa im Jahre 1575 als sein Wohnhaus erbauen. Das Haus hat vier Stockwerke, davon eines unterirdisch. Im Inneren gibt es in etlichen Räumen Wände und Decken mit Fresken, die in vielen Fällen dem jeweiligen Raum seinen Namen verliehen haben.
Die Stadt Bologna kaufte die Villa 1992 und nutzte sie seither für verschiedene Zwecke; sein 1996 steht sie der Universität Bologna zur Verfügung.

## Erreichbarkeit
In der Nähe der Villa Guastavillani hält der Bus Nr. 59, der von der Trasporto Passeggeri Emilia-Romagna (TPER) betrieben wird und zur Piazza Cavour fährt.